# Oberpallen
Oberpallen (franska) (luxemburgiska: Uewerpallen lyssna (fil), tyska: Oberpallen) är en ort i kantonen Redange i västra Luxemburg. Den ligger i kommunen Beckerich, cirka 24,5 kilometer nordväst om staden Luxemburg. Orten har 425 invånare (2022).